# Paral·lel 80° sud
El paral·lel 80° sud és una línia de latitud que es troba a 80 graus sud de la línia equatorial terrestre. Travessa l'Antàrtida i la seva plataforma de gel.

Mapa de l'Antàrtida

## Geografia
En el sistema geodèsic WGS84, al nivell de 80° de latitud sud, un grau de longitud equival a 19,393 km; la longitud total del paral·lel és de 6.981 km, que és aproximadament 17,5% de la de l'equador, del que es troba a 8.885 km i a 1.117 km del pol Sud

## Arreu del món
A partir del Meridià de Greenwich i cap a l'est, el paral·lel 80° sud passa per: 
| Zona                                          | Inici                                      | Fi                                         | Longitud (km) |
| --------------------------------------------- | ------------------------------------------ | ------------------------------------------ | ------------- |
| Antàrtida Occidental                          | 80° 00′ S, 29° 19′ O / 80.000°S,29.317°O   | 80° 00′ S, 160° 47′ E / 80.000°S,160.783°E | 3.687         |
| Oceà Antàrtic (barrera de gel de Ross)        | 80° 00′ S, 160° 47′ E / 80.000°S,160.783°E | 80° 00′ S, 149° 12′ O / 80.000°S,149.200°O | 970           |
| Antàrtida Occidental                          | 80° 00′ S, 149° 12′ O / 80.000°S,149.200°O | 80° 00′ S, 79° 28′ O / 80.000°S,79.467°O   | 1.352         |
| Oceà Antàrtic (barrera de gel Filchner-Ronne) | 80° 00′ S, 79° 28′ O / 80.000°S,79.467°O   | 80° 00′ S, 51° 38′ O / 80.000°S,51.633°O   | 539           |
| Illa de Berkner                               | 80° 00′ S, 51° 38′ O / 80.000°S,51.633°O   | 80° 00′ S, 43° 47′ O / 80.000°S,43.783°O   | 152           |
| Oceà Antàrtic (barrera de gel Filchner-Ronne) | 80° 00′ S, 43° 47′ O / 80.000°S,43.783°O   | 80° 00′ S, 29° 19′ O / 80.000°S,29.317°O   | 281           |